# Gammarus kunti
Gammarus kunti — вид ракоподібних ряду бокоплавів (Amphipoda). Описаний у 2023 році.

## Поширення
Ендемік Туреччини. Виявлений у печері Факіллі в провінції Дюздже на півночі країни.